# ダフィー・ウォーズ
『ダフィー・ウォーズ』（Duck Dodgers in the 24½th Century、1953年7月25日）は、アメリカの映画会社のワーナー・ブラザースの短編アニメシリーズ「メリー・メロディーズ」の作品である。『アメリカ国立フィルム登録簿』登録作品である。また『The 50 Greatest Cartoons』選定作品でもあり、同ランキングで4位にランクインしている。

## 製作スタッフ
- 監督　チャールズ・M・ジョーンズ
- 製作　エディ・セルツァー
- 音楽　カール・スターリング
- 作画　ロイド・ボーギャン、ケン・ハリス、ベン・ウァーシャム
- 脚本　マイケル・マルティーズ
- レイアウト　モーリス・ノーブル
- 背景画　フィリップ・デ・ガード
- アニメ効果　ハリー・ラブ

## 内容
舞台は未来の地球。この世界である一大危機が迫っていた。その理由はシェービングクリームの原料のイリジウムが深刻に不足していたためだった。この危機を救うため24と½世紀から来た宇宙の戦士、ダック・ドジャース（ダフィー・ダック）は立ち上がった。そしてそのイリジウムが存在するのは、惑星Xのみだという。ドジャースはすぐに宇宙空港に行き、助手である若き宇宙飛行士（ポーキー・ピッグ）とその惑星Xへと旅立った。若き宇宙飛行士の助言（惑星をアルファベットの順番通りにたどれば惑星Xにたどり着く）を頼りに（というより勝手に自分の案として）惑星Xへ着いたドジャース一行はこの星を地球のものと宣言した。
しかしその時、火星のロケットが着陸し、中から出てきた火星人（マービン・ザ・マーシャン）も惑星Xを火星のものと宣言した。こうして惑星Xを巡ってドジャースと火星人との戦争が始まるのである。

## キャスト
| キャラクター                         | 原語版         | 旧吹き替え版 | 新吹き替え版 |
| ------------------------------------ | -------------- | ------------ | ------------ |
| ダック・ドジャース(ダフィー・ダック) | メル・ブランク | 江原正士     | 高木渉       |
| 火星人（マービン・ザ・マーシャン ）  | メル・ブランク | 島田敏       | 中田和宏     |
| 若き宇宙飛行士（ポーキー・ピッグ）   | メル・ブランク | 兼本新吾     | 龍田直樹     |
| DR.IQハイ                            | メル・ブランク | 富山敬       | 梅津秀行     |
| ナレーション                         | -              | 土井美加     | 梅津秀行     |

## 関連作品
- 「ダフィー・ウォーズ2」原題:Duck Dodgers and the　Return of the 24 ½th　Century

今作の決定的な続編。こちらはゴッサマーが登場する。
- 「宇宙刑事ポーキー&ダフィー」原題:Rocket Squad

今作同様未来を舞台にした作品。ダフィーとポーキーの関係も対等になっており、ダフィーの言い間違いにどもりながらも突っ込んでいる。
- 「スーパー・ダック」原題：Superior Duck

今作同様未来が舞台の作品で、1956年公開の「ステューパー・ダック（Stupor Duck）」と同様スーパーマンのパロディ。今作におけるネタが流用されている。他のルーニー・テューンズのキャラも多数登場し、スーパーマン本人も登場する。
以上の作品は、今作と同監督であるチャック・ジョーンズ（チャールズ・M・ジョーンズ）が監督した。
- 「ダック・ドジャース」

今作が原作となったテレビアニメ。今作のキャラは全員出演している。ポーキーやマービンが演じる役にそれぞれ名前が追加され、一部のルーニー・テューンズキャラや過去の作品のパロディも見受けられる。

## 日本でのテレビ放映
1989年～1992年にテレビ東京にて「バッグス・バニーのブンブンランド」という番組で放送され、新吹き替え版と異なり、こちらでは全員本名で名乗っており、ドジャース（ダフィー）が助手（ポーキー）の案を横取りするシーンもそのまま、助手（ポーキー）の案として驚きながらも採用されている。当時の邦題は「ダフィ・ウォーズ」。現在、カートゥーン・ネットワークの「バッグス・バニー　ショー」で放送。

## 収録
- 『ルーニー・テューンズコレクション』（ダフィー&ポーキー）(DVD)、新吹き替え版)
- 『ルーニー・テューンズコレクション』(【だいせんそう編】(1コインDVD)、新吹き替え版)
- 『バッグス・バニーのブンブンランド』　8巻　(VHS、旧吹き替え版)
- 『ルーニー・テューンズ DVD BOX』 （宝島社）　※字幕 (DVD（パブリックドメイン）)